# Chamaedorea glaucifolia
Espèce
Synonymes
- Discoma glaucifolia (H.Wendl.) O.F.Cook 	 (1943)
- Nunnezharia glaucifolia  (H.Wendl.) Kuntze 	 (1891)
- Chamaedorea crucifolia  Hook.f.  		 (1884)

Chamaedorea glaucifolia est une espèce de plantes à fleurs de la famille des Arecaceae (les palmiers) que l'on trouve au Mexique dans le Chiapas.

## Description
C'est un des plus grands Chamaedorea aux tiges solitaires, bien dressées. Sa croissance est assez rapide; il peut atteindre une taille de 5 m de haut. La tige de 2-3,5 cm de diamètre, est verte, avec des anneaux proéminents, avec des entretoises de 25-35 cm.
Les feuilles: 3-5, pennées, érigées, ascendantes, sont duvetées d'un vert très foncé nuancé de bleu argenté (glauque) et se tiennent en forme de large couronne, la gaine de 25-40 cm de long, tubulaire, verte, ouverte obliquement vers le sommet, long pétiole de 15-40 cm, légèrement cannelé et vert, surtout vers la base, arrondi et de couleur vert glauque; rachis de 1 - 2 m de long, en angle. Les inflorescences sont infrafoliaires, érigées, solitaires, avec des pédoncules de 50 cm de long, ±épais, 7 mm de diamètre. Le fruit est globuleux, de couleur noire.
Ce Chamaedorea prospère aussi bien dans les climats tempérés chauds et les climats tropicaux et aime croître dans des groupes denses. Très apparenté au C. plumosa de la même famille, il  apprécie les emplacements en plein soleil dans un jardin contrairement à la plupart des Chamaedorea . Il ne peut croitre, en extérieur, que dans des régions quasiment sans gel (zone de rusticité 10a minimum) .

## Taxonomie
Chamaedorea glaucifolia , a été décrit par Hermann Wendland et publié en Index Palmarum 12, 64, dans l'année 1854 .
Etymologie
Chamaedorea: Nom générique qui dérive des mots grecs: χαμαί (chamai), qui signifie "sur le terrain", et δωρεά (dorea), qui signifie "cadeau", en référence aux fruits facilement obtenus dans la  nature de par la  faible croissance des plantes .
glaucifolia, építhète Latin qui signifie glaucus = de couleur grise et folia =  feuilles, en référence aux feuilles, pétioles et rachis qui sont glauques.
Synonymies
- Chamaedorea crucifolia Hook.f.
- Discoma glaucifolia (H.Wendl.) O.F.Cook
- Nunnezharia glaucifolia (H.Wendl.) Kuntze [1],[7]

## liens externes
- EPPO Global Database
- Germplasm Resources Information Network
- Global Biodiversity Information Facility
- iNaturalist
- International Plant Names Index
- The Plant List
- Plants of the World Online
- Tropicos
- Union internationale pour la conservation de la nature
- World Checklist of Selected Plant Families

(en) POWO :  Chamaedorea glaucifolia   H.Wendl.  (consulté le 11 aout 2023)